# Seznam katastrálních území v okrese Beroun
V této tabulce je uveden kompletní výčet katastrálních území Okresu Beroun, včetně rozlohy a místních částí, které na nich leží.
| Název KÚ                 | Místní části                                                  | Obec                 | km²   |
| ------------------------ | ------------------------------------------------------------- | -------------------- | ----- |
| A                        | A                                                             | A                    |       |
| Bavoryně                 | Bavoryně                                                      | Bavoryně             | 2,22  |
| Běleč u Litně            | Běleč                                                         | Liteň                | 3,75  |
| Beroun                   | Beroun-Centrum, Beroun-Město, Beroun-Zavadilka, Beroun-Závodí | Beroun               | 23,99 |
| Běštín                   | Běštín                                                        | Běštín               | 3     |
| Bezdědice u Hostomic     | Bezdědice                                                     | Hostomice            | 2,06  |
| Bítov u Koněprus         | Bítov                                                         | Koněprusy            | 1,68  |
| Broumy                   | Broumy                                                        | Broumy               | 28,57 |
| Březová u Hořovic        | Březová                                                       | Březová              | 4,66  |
| Bubovice                 | Bubovice                                                      | Bubovice             | 4,1   |
| Budňany                  | Karlštejn                                                     | Karlštejn            | 8,79  |
| Bykoš                    | Bykoš                                                         | Bykoš                | 4,09  |
| Bzová u Hořovic          | Bzová                                                         | Bzová                | 11,21 |
| Cerhovice                | Cerhovice                                                     | Cerhovice            | 5,98  |
| Černín u Zdic            | Černín                                                        | Zdice                | 5,33  |
| Drozdov v Čechách        | Drozdov                                                       | Drozdov              | 10,03 |
| Felbabka                 | Felbabka                                                      | Felbabka             | 1,52  |
| Hlásná Třebaň            | Hlásná Třebaň, Rovina                                         | Hlásná Třebaň        | 4,08  |
| Hodyně u Skuhrova        | Hodyně                                                        | Skuhrov              | 1,99  |
| Hořovice                 | Hořovice                                                      | Hořovice             | 5,69  |
| Hostim u Berouna         | Beroun-Hostim                                                 | Beroun               | 3,1   |
| Hostomice pod Brdy       | Hostomice, Lštěň                                              | Hostomice            | 20,29 |
| Hředle u Zdic            | Hředle                                                        | Hředle               | 12,36 |
| Hudlice                  | Hudlice                                                       | Hudlice              | 20,73 |
| Hvozdec                  | Hvozdec, Mrtník                                               | Hvozdec              | 3,83  |
| Hýskov                   | Hýskov                                                        | Hýskov               | 6,4   |
| Chaloupky                | Chaloupky, Neřežín                                            | Chaloupky            | 1,8   |
| Chlustina                | Chlustina                                                     | Chlustina            | 5,57  |
| Chodouň                  | Chodouň                                                       | Chodouň              | 4,24  |
| Chrustenice              | Chrustenice                                                   | Chrustenice          | 6,73  |
| Chyňava                  | Chyňava, Podkozí                                              | Chyňava              | 25,59 |
| Jarov u Berouna          | Beroun-Jarov                                                  | Beroun               | 2,26  |
| Jivina u Hořovic         | Jivina                                                        | Jivina               | 4,54  |
| Kleštěnice               | Kleštěnice                                                    | Komárov              | 2,51  |
| Knížkovice               | Knížkovice                                                    | Zdice                | 1,84  |
| Komárov u Hořovic        | Komárov                                                       | Komárov              | 3,65  |
| Koněprusy                | Koněprusy                                                     | Koněprusy            | 4,36  |
| Korno                    | Korno                                                         | Korno                | 5,18  |
| Kotopeky                 | Kotopeky, Tihava                                              | Kotopeky             | 3,93  |
| Kozolupy                 | Kozolupy                                                      | Vysoký Újezd         | 4,81  |
| Králův Dvůr              | Karlova Huť, Králův Dvůr                                      | Králův Dvůr          | 4,47  |
| Kublov                   | Kublov                                                        | Kublov               | 6,28  |
| Kuchař                   | Kuchař                                                        | Vysoký Újezd         | 3,09  |
| Kvaň                     | Kvaň                                                          | Zaječov              | 2,91  |
| Lážovice                 | Lážovice, Nové Dvory                                          | Lážovice             | 4,89  |
| Levín u Berouna          | Levín                                                         | Králův Dvůr          | 2,56  |
| Lhotka u Berouna         | Lhotka u Berouna                                              | Chyňava              | 2,21  |
| Lhotka u Hořovic         | Lhotka                                                        | Lhotka               | 5,34  |
| Libečov                  | Libečov                                                       | Chyňava              | 5,79  |
| Libomyšl                 | Libomyšl                                                      | Libomyšl             | 7,5   |
| Liteň                    | Dolní Vlence, Leč, Liteň                                      | Liteň                | 9,01  |
| Loděnice u Berouna       | Jánská, Loděnice                                              | Loděnice             | 6,01  |
| Lochovice                | Kočvary, Lochovice, Netolice, Obora                           | Lochovice            | 13,24 |
| Lounín                   | Lounín                                                        | Tmaň                 | 2,99  |
| Lužce                    | Lužce                                                         | Lužce                | 3,01  |
| Malá Víska               | Malá Víska                                                    | Malá Víska           | 1,16  |
| Malé Přílepy             | Malé Přílepy                                                  | Chyňava              | 3,77  |
| Málkov u Suchomast       | Málkov                                                        | Málkov               | 3,4   |
| Měňany                   | Měňany                                                        | Měňany               | 5,83  |
| Mezouň                   | Mezouň                                                        | Mezouň               | 3,06  |
| Mořina                   | Dolní Roblín, Mořina                                          | Mořina               | 6,45  |
| Mořinka                  | Mořinka                                                       | Mořinka              | 7,03  |
| Nenačovice               | Nenačovice                                                    | Nenačovice           | 3,98  |
| Nesvačily u Berouna      | Nesvačily                                                     | Nesvačily            | 2,73  |
| Neumětely                | Neumětely                                                     | Neumětely            | 9,37  |
| Nižbor                   | Nižbor                                                        | Nižbor               | 12,76 |
| Nový Jáchymov            | Nový Jáchymov                                                 | Nový Jáchymov        | 4,98  |
| Olešná u Hořovic         | Olešná                                                        | Olešná               | 10,68 |
| Osek u Hořovic           | Osek                                                          | Osek                 | 4,97  |
| Osov                     | Osov, Osovec                                                  | Osov                 | 2,45  |
| Otmíče                   | Otmíče                                                        | Otmíče               | 2,62  |
| Otročiněves              | Otročiněves                                                   | Otročiněves          | 4,26  |
| Počaply                  | Počaply                                                       | Králův Dvůr          | 1,86  |
| Podbrdy                  | Podbrdy                                                       | Podbrdy              | 3,78  |
| Podluhy                  | Podluhy                                                       | Podluhy              | 4,78  |
| Popovice u Králova Dvora | Křižatky, Popovice                                            | Králův Dvůr          | 3,58  |
| Poučník                  | Karlštejn                                                     | Karlštejn            | 3,3   |
| Praskolesy               | Praskolesy                                                    | Praskolesy           | 5,11  |
| Radouš                   | Radouš                                                        | Hostomice            | 5,93  |
| Rpety                    | Rpety                                                         | Rpety                | 5,94  |
| Sedlec u Žebráku         | Sedlec                                                        | Žebrák               | 1,39  |
| Skřipel                  | Skřipel                                                       | Skřipel              | 3,05  |
| Skuhrov pod Brdy         | Drahlovice, Hatě, Leč, Skuhrov                                | Skuhrov              | 6,68  |
| Srbsko u Karlštejna      | Srbsko                                                        | Srbsko               | 6,56  |
| Stašov u Zdic            | Stašov                                                        | Stašov               | 2,32  |
| Stradonice u Nižboru     | Stradonice                                                    | Nižbor               | 9,97  |
| Suchomasty               | Borek, Suchomasty                                             | Suchomasty           | 7,25  |
| Svatá                    | Svatá                                                         | Svatá                | 5,51  |
| Svatý Jan pod Skalou     | Sedlec, Svatý Jan pod Skalou, Záhrabská                       | Svatý Jan pod Skalou | 3,64  |
| Svinaře                  | Halouny, Lhotka, Svinaře                                      | Svinaře              | 7,49  |
| Tetín u Berouna          | Koda, Tetín                                                   | Tetín                | 10,29 |
| Tlustice                 | Tlustice                                                      | Tlustice             | 4,09  |
| Tmaň                     | Slavíky, Tmaň                                                 | Tmaň                 | 7,09  |
| Tobolka                  | Tobolka                                                       | Měňany               | 2,33  |
| Točník                   | Točník                                                        | Točník               | 5,38  |
| Trněný Újezd             | Trněný Újezd                                                  | Mořina               | 3,38  |
| Trubín                   | Trubín                                                        | Trubín               | 3,72  |
| Trubská                  | Trubská                                                       | Trubská              | 1,86  |
| Třenice                  | Třenice                                                       | Cerhovice            | 2,11  |
| Újezd u Hořovic          | Újezd                                                         | Újezd                | 10,42 |
| Velká Víska              | Hořovice                                                      | Hořovice             | 3,86  |
| Velký Chlumec            | Malý Chlumec, Velký Chlumec                                   | Velký Chlumec        | 4,53  |
| Vinařice u Suchomast     | Vinařice                                                      | Vinařice             | 4,95  |
| Vižina                   | Vižina                                                        | Vižina               | 3,89  |
| Vráž u Berouna           | Vráž                                                          | Vráž                 | 6,81  |
| Všeradice                | Všeradice                                                     | Všeradice            | 7,37  |
| Vysoký Újezd u Berouna   | Vysoký Újezd                                                  | Vysoký Újezd         | 3,65  |
| Zadní Třebaň             | Zadní Třebaň                                                  | Zadní Třebaň         | 3,57  |
| Zahořany u Berouna       | Zahořany                                                      | Králův Dvůr          | 2,79  |
| Zaječov                  | Nová Ves, Zaječov                                             | Zaječov              | 4,12  |
| Záluží u Hořovic         | Záluží                                                        | Záluží               | 4,55  |
| Zdejcina                 | Beroun-Zdejcina                                               | Beroun               | 1,96  |
| Zdice                    | Zdice                                                         | Zdice                | 6,63  |
| Žebrák                   | Žebrák                                                        | Žebrák               | 7,12  |
| Železná                  | Železná                                                       | Železná              | 4,01  |
| Želkovice u Libomyšle    | Želkovice                                                     | Libomyšl             | 2,2   |
| Žloukovice               | Žloukovice                                                    | Nižbor               | 5,84  |

Celková výměra 661,92